# Louis Durey
Louis Durey (6º arrondissement de Paris, 27 de maio de 1888 - Saint-Tropez, 3 de julho de 1971) foi um compositor francês. Fez parte do Grupo dos Seis, importante reunião de jovens compositores franceses do começo do século XX. Foi profundamente influenciado por Claude Debussy.

## Piano
| Ano     | Opus  | Trabalhos                                                                    |
| ------- | ----- | ---------------------------------------------------------------------------- |
| 1916-8  | Op.7  | Deux Pièces pour piano a quatre mains, "Carillons" (1916) and "Neige" (1918) |
| 1917    | Op.9  | Scènes de Cirque                                                             |
| 1919    | Op.21 | Romance sans paroles (for L'Album des Six)                                   |
| 1920    | Op.26 | Trois Préludes                                                               |
| 1920    | Op.28 | Prélude et Élégie                                                            |
| 1921    | Op.29 | Deux Études                                                                  |
| 1921(?) | Op.30 | Le Blé en herbe                                                              |
| 1926    | Op.36 | Trois Sonatines                                                              |
| 1928    | Op.40 | Nocturne en re bémol                                                         |
| 1924-8  | Op.41 | Dix Inventions                                                               |
| 1951    | Op.68 | Dix Basquaises                                                               |
| 1953    | Op.75 | Six Pièces: "L'Automne 53"                                                   |
| 1956-7  | Op.83 | Concertino pour piano, seize instruments à vent, contrebasse et timbales     |